# CD Feirense
Der Clube Desportivo Feirense ist ein Fußballverein aus der portugiesischen Stadt Santa Maria da Feira im Norden des Landes.
Der 1918 gegründete Verein spielte seit der Saison 2003/04 in der 2. portugiesischen Liga, der Liga da Honra (Ehrenliga). In der Saison 1989/90 spielte Feirense in der 1. Portugiesischen Fußballliga. 2011 schaffte der CD Feirense als Tabellenzweiter hinter Gil Vicente FC knapp vor CD Trofense wieder den Aufstieg in die oberste Spielklasse des Landes, stieg aber direkt wieder in die Segunda Liga ab. Seit der Saison 2016/17 spielt CD Feirense wieder in der Primeira Liga.
Neben Fußball unterhält der Verein noch Leichtathletik-, Radsport-, Handball-, Turn- und Schwimmabteilungen, u. a.